# هيلينا هوارد
هيلينا هوارد (بالإنجليزية: Helena Howard)‏ هي ممثلة أمريكية، ولدت في 23 يوليو 1998 في نيويورك في الولايات المتحدة.

## وصلات خارجية
- هيلينا هوارد على موقع IMDb (الإنجليزية)
- هيلينا هوارد على موقع قاعدة بيانات الفيلم (الإنجليزية)